# Дом Н. С. Чеснокова
Дом Н. С. Чеснокова — памятник градостроительства и архитектуры в историческом районе Започаинье Нижнего Новгорода. Построен между 1881 и 1896 годами. Автор проекта неизвестен.
Возведённый по красной линии одной из старейших в городе Ильинской улицы, дом представляет собой яркий образец купеческого особняка XIX века, выполненного в духе эклектики, с пышным лепным декором.

## История
В 1874—1880 годах усадебный участок под будущим домом принадлежал купцу Григорию Васильевичу Пачкунову и был пустопорожним. В 1881 году незастроенное место перешло в собственность Елизаветы Григорьевны Кузнецовой, а от неё к купцу Никандру Степановичу Чеснокову.
Запись об усадебных строениях впервые появилась в окладной книге Нижнего Новгорода за 1896—1899 годы. Судя по её данным, Н. С. Чеснокову принадлежали каменный двухэтажный дом и двухэтажный флигель, общей стоимостью 8 тыс. 300 рублей. Сохранился чертёж фасада дома купца, но он не датирован и не подписан автором.
В советский период облик памятника частично изменился: утрачено крыльцо главного входа, оконный проём по крайней восточной оси на северном фасаде превращён в дверь, верхняя разрушившаяся профилированная часть венчающего карниза заменена металлической полкой, заложены ряд окон и дверных проёмов, заменены ряд оконных и дверных заполнений.
В конце 1980-х — начале 1990-х годов были утрачены: вазон на северном фланге завершения фасада, фрагменты ленточного орнамента, декоративный замковый камень с вазоном наличника окна второго этажа и некоторые другие элементы декора.
В 2005 году дом был частично перестроен: на чердаке устроена мансарда, уничтожена деревянная лестница с ограждением из точёных балясин в северо-восточной части здания, разобрана оригинальная изразцовая печь под строительство новой лестницы в мансарду, практически полностью уничтожены оригинальные дверные заполнения, заменены на современные покрытия полов, окрашены изразцы сохранившихся печей.
В 2013 году собственник дома, фирма ООО «Гармония», начала капитальный ремонт без проекта реставрации и согласования с Управлением государственной охраны объектов культурного наследия. В ходе работ были уничтожены: парадная лестница, две изразцовые печи, на первом этаже — лепной потолок.

## Архитектура
Дом Н. С. Чеснокова выстроен в стиле эклектики. Здание кирпичное, оштукатуренное, в два этажа с подвалом и мансардой. Прямоугольное в плане. С востока к зданию примыкал бывший каменный хозяйственный корпус усадьбы (снесён).
Главный фасад в пять осей света украшен богатым лепным декором: междуэтажным поясом с растительным орнаментом, подоконными тягами, карнизом с иониками и кронштейнами, полуколонками с коринфскими капителями и дыньками, фигурным аттиком с вазонами, профилированными наличниками окна аттика.
Оконные проёмы первого и второго этажей с лучковыми завершениями оформлены профилированными наличниками. Верх наличников окон второго этажа украшен замковыми камнями в виде вазонов на кронштейнах, сбоку от которых установлены лепные орнаменты геометрического рисунка. Замковые камни окон первого этажа выполнены в виде сплетения листьев и плодов, перевитых лентами. Прямоугольные оконные проёмы полуподвального этажа обрамлены ленточными наличниками.